# 朱莉·凡特·漢森
朱莉·凡特·漢森（Julie Vinter Hansen，1890年7月20日—1960年7月27日）是一位丹麥天文學家。

## 生平
朱莉·凡特·漢森是丹麥第一位獲得天文學科學學位的女性。朱莉·凡特·漢森於1956年被授予丹麥國旗勳章 ，並在哥本哈根大學繼續任教直至 1960年。
1960年，朱莉·凡特·漢森因心臟衰竭去世，就在她退休前幾天。她於最喜愛的度假勝地—瑞士米倫去世，並被安葬在哥本哈根。

## 榮譽
芬蘭天文學家利斯·奧特瑪在1940年代發現的小行星1544以她的名字命名。